# Башлай Дмитро Олександрович
Дмитро Олександрович Башлай (нар. 25 квітня 1990, Київ, УРСР) — український футболіст, захисник польського клубу «Радуня» зі Стенжиці. Молодший брат футболіста Андрія Башлая.

## Життєпис
Вихованець київського футболу. Навчання проходив в академіях «Локомотива», «Зміни-Оболонь» і «Динамо», кольори яких захищав в юнацькому чемпіонаті України (ДЮФЛ). Дорослу кар'єру розпочинав у 2007 році в футбольному клубі «Нафтовик-Укрнафта». У сезоні 2007/08 років виступав за дубль, а після вильоту команди з Вищої ліги став залучатися до першої команди, де згодом став основним гравцем. 
20 червня 2014 року підписав контракт з казахським ФК «Тараз», куди був запрошений колишнім тренером охтирського клубу Євгеном Яровенко. У складі «Тараза» тривалий період часу був основним футболістом. У січні 2016 року після звільнення Яровенка з поста головного тренера казахського клубу слідом за ним з команди пішли й українці Денис Васільєв, Олександр Яровенко та Дмитро Башлай.
У лютому 2016 року Башлай уклав контракт з донецьким «Олімпіком», але так і не зміг зіграти в Прем'єр-лізі. У травні 2016 року за обопільної згоди сторін контракт було розірвано, а в липні 2016 року став гравцем київського клубу «Оболонь-Бровар», в складі якого й провів другу частину сезону. 
У січні 2017 року прибув на перегляд у білоруський клуб ФК «Гомель», але команді не підійшов. 6 березня 2017 року, після успішного перегляду, став гравцем могильовського «Дніпра». Закріпився в основному складі могильовчан, виступав на позиції опорного півзахисника та центрального захисника. У травні й червні 2017 року не грав через травми, але після відновлення від пошкоджень знову став основним гравцем. 4 січня 2018 року перейшов до узбецького клубу «Машал» (Мубарек).